# Дірк ван Клоон
Дірк ван Клоон (нід. Dirk van Cloon, Theodoor van Cloon; 1684 — 10 березня 1735) — двадцять третій генерал-губернатор Голландської Ост-Індії.

## Біографія
Дірк ван Клоон був другим генерал-губернатором Голландської Ост-Індії після Віллема ван Аутгорна, народженим власне в Ост-Індії. Його батьком був батавський чиновник Філіп Якоб ван Клоон, в минулому мер Східаму. Ван Клоон був змішаного походження: серед його предків були японці, зокрема один із дідусів і бабусі. Дірк вчився в Європі, в Лейденському університеті. 1 квітня 1707 року він став магістром з права. Довгий час він продовжував мешкати в Європі. поки нарешті не повернувся в Батавію на кліпері "Donkervliet".
Бісля тривалого конфлікту з губернатором Короманделу Адріаном де Віссером, під час якого він навіть повертався в Нідерланди. щоб особисто представити свій звіт, він 18 червня 1720 року був призначений керувати торгівлею в Нагапаттінам. Через два роки він стає губернатором Голландського Короманделу.
В 1724 році він стає надзвичайним радником при Раді Індії, а в 1730 сам стає членом Ради.
9 жовтня 1731 він призначається генерал-губернатором Ост-Індії. Набув повноважень він 28 травня наступного року.
Під час його керівництва можна виділити дві важливі події. Перша- це конфлікт з новоствореною Шведською Ост-Індійською компанією. Ван Клоону вдалось вирішити конфлікт в мирний спосіб. друга важлива подія- це цукрова криза і повстання китайських робітників цукрових плантацій. Це повстання пожна розглядати як предвісник жахливої Батавської різанини.
20 грудня 1733 року ван Клоон послав в Нідерланди прохання про звільнення через хворобу. Однак, не дочекавшись відповіді, Дірк ван Клоон помер від малярії 10 березня 1735 року.